# The Truth is in the Stars
The Truth is in the Stars es un documental canadiense de 2017, dirigido por J. Craig Thompson, que a su vez lo escribió, en la fotografía estuvo Curt Galindo y el elenco está compuesto por William Shatner, Ben Stiller y Whoopi Goldberg, entre otros. Esta obra fue realizada por Ballinran Entertainment y White Pine Pictures; se estrenó el 1 de mayo de 2017.

## Sinopsis
William Shatner se reúne con científicos, innovadores y famosos para analizar la influencia de Star Trek en las siguientes generaciones.